# Cercopis musiva
Cercopis musiva är en insektsart som först beskrevs av Haupt 1917.  Cercopis musiva ingår i släktet Cercopis och familjen spottstritar. Inga underarter finns listade i Catalogue of Life.